# Emmanuel Lebesson
Pour les articles homonymes, voir Lebesson.
Emmanuel Lebesson est un pongiste né le 24 avril 1988 à Niort. Il a été sacré champion de France seniors en 2009 et 2017, et champion d'Europe séniors en 2016.
Il est gaucher et est classé 20e joueur mondial en septembre 2017. Il est redevenu numéro 2 français en 2016 devant Adrien Mattenet et il se rapproche du numéro 1 français Simon Gauzy.

## Carrière
Il commence le tennis de table à l'âge de cinq ans à Niort au sein du club du Sport Athlétique Souché Niort. Il est alors détecté et entraîné par l'entraîneur du club Claude Bard. À 14 ans, il rejoint le pôle France de Bordeaux avec Régis Canor puis 2 ans après l'INSEP avec Michel Blondel. Durant cette période il reste dans son club d'origine. En 2008 il joue dans le club de l'US Saint-Denis 93 TT en Pro B masculine ; en 2009, il rejoint le Levallois Sporting Club Tennis de Table avec notamment la présence de Patrick Chila. À cette époque, il se classe n°26 français, et n°121 mondial.
Lors des Championnats de France à Dreux le 23 mai 2009, il remporte à 21 ans la finale contre Damien Eloi sur le score sans appel de 4-0, après avoir battu Patrick Chila en 1/2 finale.
Lors des championnats de France 2010 se déroulant à Nîmes, il s'incline en finale face à Christophe Legoût après avoir éliminé Michel Martinez en 1/2 finale et Adrien Mattenet en 1/4. 
Du 23 au 30 mai 2010, il participe aux championnats du monde par équipes à Moscou. Entouré de Christophe Legoût, Abdel-Kader Salifou, Adrien Mattenet et Simon Gauzy, la France termine 19e de cette compétition et se maintient dans l'élite mondiale.
Le 5 juin 2010, il remporte pour la deuxième année consécutive le tournoi national de Bressuire face à Armand Phung.
Il fait partie (avec Christophe Legoût et Adrien Mattenet) de l'équipe de France qui monte sur le podium européen lors des Championnats d'Europe 2010 à Ostrava.
Emmanuel Lebesson remporte le titre de champion de France 2011 en double, décroché avec Adrien Mattenet. Il échoue en 8e de finale en simple face à Sébastien Jover.
Il fait partie des cinq joueurs retenus en équipe de France pour participer aux Championnats d'Europe par équipes 2014 de Lisbonne, avec Adrien Mattenet, Simon Gauzy, Stéphane Ouaiche et Abdel-Kader Salifou.
En septembre 2014, il se classe 70e joueur mondial et 3e français en termes de points au classement international.
Il se qualifie en avril 2016 pour les Jeux olympiques d'été de 2016 en remportant son tableau lors du tournoi de qualification de Halmstad en Suède.
Après de très grandes performances, il parvient à la 36e place mondiale en mai 2016. Il redevient alors numéro 2 français devant Adrien Mattenet.
En octobre 2016, il remporte le championnat d'Europe en s'imposant en finale contre son compatriote Simon Gauzy, deuxième titre européen pour un Français depuis celui de Jacques Secretin en 1976.
En septembre 2017, il se hisse à la 20e place mondiale, son meilleur classement à ce jour. La France a alors deux joueurs dans le Top 20 mondial.
Lors de la période des transferts de l'année 2018, il quitte le SPO Rouen pour Pontoise-Cergy.
Il remporte la médaille de bronze en double mixte avec Jia Nan Yuan aux Championnats d'Europe de tennis de table 2020, joués en 2021 en raison de la pandémie de Covid-19.
En 2021 il parvient en demi-finale du double mixte des Jeux olympiques de Tokyo, associé avec Jia Nan Yuan.
En août 2022, il remporte le championnat d'Europe du double mixte avec Jia Nan Yuan face au duo roumain Ovidiu Ionescu-Bernadette Szőcs, après avoir disposé au tour précédent du duo slovaque Barbora Balážová-Ľubomír Pištej,.
Il remporte en juin 2024 les finales de l'Europe Trophy avec son nouveau club le Panathinaikos.

## Palmarès
- 2007 : vainqueur de l'Open de Toulouse et de l'Open de Russie en moins de 21 ans
- 2007 : 5e de la finale du Pro Tour des moins de 21 ans
- 2008 : champion de France en double (associé à Adrien Mattenet)
- 2008 : vainqueur de l'Open de Slovénie
- 2009 :  médaille de bronze au Championnat d'Europe de tennis de table 2009 en double avec Damien Éloi
- 2009 :  champion de France simple séniors
- 2015 :  médaille d'argent par équipe aux Jeux européens
- 2015 :   médaille de bronze aux championnats d'Europe par équipe
- 2016 : qualification aux Jeux olympiques de Rio
- 2016 :  champion d'Europe en simple
- 2017 :  champion de France simple séniors
- 2019 : champion ITTF Challenge Open 2019 Biélorussie
- 2021 :  Médaillé de bronze aux Championnats d'Europe de tennis de table 2020 (joués en 2021) en double mixte
- 2021 : 4ème aux Jeux olympiques de Tokyo (joués en 2021) en double mixte avec Jia Nan Yuan
- 2022 :  champion d'Europe en double mixte avec Jia Nan Yuan

## Parcours en club
- 1994/2007 : SA Souché Niort TT
- 2007/2008 : Saint-Denis US 93 TT
- 2008/2013 : Levallois SC TT
- 2013/2016 : Athletic Club de Boulogne-Billancourt
- 2016/2017 : Vaillante Angers
- 2017/2019 : SPO Rouen
- 2020/2021 : TTC Neu-Ulm (Allemagne)[12],[13]
- 2021-2023 : AS Pontoise-Cergy TT
- 2023-2024 : Panathinaikos
- 2024-aujourd'hui : Caen TTC